# Derek Parra
Derek Parra (n. 15 martie 1970, San Bernardino, California, SUA) este un patinator de viteză ce a reprezentat Statele Unite ale Americii, medaliat olimpic. A participat la 2 ediții ale Jocurilor Olimpice (2002, 2006) în care a câștigat o medalie de aur și o medalie de argint.